# Almost Like Being in Love
Almost Like Being in Love è un brano musicale pubblicato ed eseguito per la prima volta nel 1947. La musica è stata scritta da Frederick Loewe e le parole da Alan Jay Lerner come parte della colonna sonora del musical Brigadoon. La canzone è stata cantata da David Brooks nella produzione di Broadway del 1947. In seguito è stata eseguita nella versione cinematografica del 1954 da Gene Kelly.

## Descrizione
C'erano tre versioni di successo della canzone negli Stati Uniti nel 1947. La versione di Frank Sinatra era nella posizione più alta con il n. 20. Mildred Bailey e Mary Martin andarono entrambi nella hit-parade quell'anno con questa canzone al n. 21.
Nat King Cole ha registrato più di una versione della canzone, inclusa una versione successiva che è stata usata come canzone conclusiva nel film Groundhog Day del 1993 con Bill Murray. La versione di Cole, nella chiave di Sol maggiore come l'originale, presenta una progressione II-V-I (2-5-1) in Sol, una coppia di sequenze simili 2-5-1 in Mi maggiore e Re maggiore per il bridge, dopo di che alza il ritornello di un semitono con un 2-5-1 in La bemolle maggiore.
Frank Sinatra ha registrato nuovamente la canzone per il suo album del 1961 Come Swing with Me!; questa è la versione generalmente ascoltata oggi. La canzone è stata resa popolare anche da Shirley Bassey. Come Judy Garland, la Bassey ha eseguito questa canzone come un medley con la canzone This Can not Be Love.

## Versione di Michael Johnson
Almost Like Being in Love è stato riproposto in una versione di ballata downbeat dal cantante Michael Johnson (Stati Uniti n. 32, 1978). La sua interpretazione divenne una Top 10 Adult Contemporary di successo negli Stati Uniti (n. 4) e in Canada (n. 10).
| Hit parade (1978)               | Posizione di picco |
| ------------------------------- | ------------------ |
| Canadian RPM Top Singles        | 40                 |
| Canadian RPM Adult Contemporary | 10                 |
| US Billboard Hot 100            | 32                 |
| US Billboard Adult Contemporary | 4                  |
| US Billboard R&B                | 91                 |
| US Cash Box Top 100             | 37                 |

## Altre versioni
I musicisti che hanno registrato Almost Like Being in Love sono:
- Lester Young – Lester Young with the Oscar Peterson Trio (1952)
- Sonny Rollins ed il Modern Jazz Quartet – Sonny Rollins with the Modern Jazz Quartet (1953)
- Nat King Cole – Nat King Cole Sings for Two in Love (1955)
- Bing Crosby - registrò la canzone per il suo programma radiofonico nel 1957 e fu successivamente pubblicata su CD.[6]
- Red Garland – Red Garland's Piano (1957)
- Della Reese - A Date With Della Reese At Mr. Kelly's In Chicago (1958)
- Cliff Richard (1960)
- Frank Sinatra – Come Swing with Me! (1961)
- Stan Kenton e la sua Orchestra – Adventures in Standards (1961 – pubblicazione 1975)
- Nel 1961 Judy Garland ha eseguito la canzone come medley con This Can not Be Love al suo concerto Judy at Carnegie Hall
- Ella Fitzgerald – Ella Sings Broadway (1963)
- Johnny Hartman – Unforgettable Songs (1966)
- Dean Martin (1973)
- Melanie Safka – Sunset and Other Beginnings (1975)
- Marti Webb - Performance (1989)
- Natalie Cole – Unforgettable... with Love (1991)
- Anthony Warlow – Back In The Swing (1993)
- Woody Allen come Z-4195 da Antz (breve interpretazione del 1998)
- Steve Rochinski - Otherwise (2000)[7]
- Rufus Wainwright – Rufus Does Judy at Carnegie Hall (2007)
- Jermaine Jackson – I Wish You Love (2012)
- New York Voices dall vivo con la WDR Big Band Cologne (2013)
- Seth MacFarlane - In Full Swing (2017)